# SGLT2阻害薬
SGLT2阻害薬（SGLT2そがいやく、SGLT2 inhibitor）はグリフロジン（gliflozin）とも呼ばれ、腸管粘膜のナトリウム/グルコースチャネルを調節するSGLT1阻害薬とは異なり、ネフロンの本質的な生理機能を変化させる薬剤の一種である。最も重要な代謝作用は、腎臓でのブドウ糖の再吸収を阻害し、血糖値を下げることであると考えられる。ナトリウム-グルコース輸送タンパク質2（SGLT2）の阻害により作用する。SGLT2阻害薬は2型糖尿病の治療に使用されている。グリフロジンは、血糖コントロール以外にも、2型糖尿病患者において心血管に大きなベネフィットをもたらすことが示されている。この系統の薬剤は既承認または開発中である。この系統の薬剤の一つであるカナグリフロジンの試験では、血糖コントロールの強化に加えて体重および収縮期・拡張期血圧の減少が確認された。

## 医学的用途
グリフロジンは2型糖尿病の治療に使用されるが、グリフロジンより遥かに豊富な安全性情報があり安価な他の薬剤が市販されているため、第一選択薬ではなく第二選択薬または第三選択薬として使用されることが最も多い。
グリフロジンは、メトホルミン単剤療法が無効な患者、特に体重減少が根本的な治療の一部である患者にとって、良い選択肢となり得る。グリフロジンは、メトホルミン＋グリフロジンの2剤併用療法や、メトホルミン、スルホニル尿素、グリフロジンの3剤併用療法などでよく使用される。
SGLT2阻害薬、GLP-1阻害薬、DPP-4阻害薬を比較した系統的レビューとネットワークメタアナリシスでは、SGLT2阻害薬の使用はプラセボまたは無治療と比較して死亡率を20％減少させることが証明された。また別の系統的レビューは、SGLT2阻害薬が2型糖尿病患者の心腎機能を改善するメカニズムについて、神経緊張の改善における影響を強調しながら論じている。
2024年のメタ解析で、SGLT2阻害薬は動脈硬化性心臓病や心不全、慢性腎臓病を合併している2型糖尿病患者において、心血管死を有意に減少させるとの研究報告がある
。
2024年のシステマティックレビューで、2型糖尿病と心不全を発症している高齢者またはフレイルの患者に対して、SGLT2阻害薬はHbA1cを平均-0.13しか減少させないものの、致死的な心血管イベントや心臓発作による致死率を有意に下げると報告された。
2024年のメタ解析により、SGLT2阻害薬は、心不全や2型糖尿病、慢性腎臓病、動脈硬化性心疾患を発症している患者において、心不全と心血管死を防ぐ効果があると報告された
。

## 有害事象

### 感染症
生殖器感染症は、グリフロジンの最も一般的な副作用と考えられる。臨床試験では、真菌感染症、尿路感染症、浸透圧利尿がグリフロジン投与患者で高くなった。
2025年に発表された大規模コホート研究において、SGLT2阻害薬の泌尿生殖器感染症を発症するリスクは、GLP-1受容体作動薬と同等であると報告された。ただし、早期に泌尿生殖器感染症を発症するリスクは、GLP-1受容体作動薬と比較して高かった。

### 骨密度の低下・骨折
2015年9月、FDAは、カナグリフロジンおよびカナグリフロジン・メトホルミンに関連して、骨密度の低下とそれに関連する骨折リスクの増加を警告した。グリフロジンをメトホルミンと併用することにより、スルホニル尿素やインスリンなどの他の抗糖尿病薬よりも低血糖のリスクを低下させることができる。

### 下肢切断
カナグリフロジンは下肢切断のリスクを増加させるが、異なるグリフロジンとの関連性を確認するため、さらなるデータが必要である。欧州医薬品庁のレビューでは、カナグリフロジン、ダパグリフロジン、エンパグリフロジンを服用中の患者において、下肢切断（主に足指に影響）のリスクが増加する可能性があると結論付けられている。

### フルニエ壊疽
2018年8月、FDAは、SGLT2阻害薬を使用している患者におけるフルニエ壊疽のリスク増加について警告を発した。絶対的なリスクは非常に低いと考えられている。

### ケトアシドーシス
手術後にケトアシドーシス（体内でケトンが大量に生成される重篤な状態）を発症するリスクを低減するため、FDAはSGLT2阻害薬の処方を変更し、予定されている手術前に一時的に中止することを推奨する旨を承認している。カナグリフロジン、ダパグリフロジン、エンパグリフロジンはそれぞれ手術の少なくとも3日前に、エルツグリフロジンは手術の少なくとも4日前に中止する必要がある。
2015年5月、米国FDAはグリフロジンが糖尿病性ケトアシドーシス（DKA）のリスクを高める可能性があるとの警告を発した。グルコースの血中循環を減少させることにより、グリフロジンは内因性インスリン分泌の刺激を少なくし、または外因性インスリンの投与量を減少させ、糖尿病性ケトアシドーシスを引き起こす。特に、ケトン体が腎尿細管で吸収されるため、正常血糖糖尿病性ケトアシドーシス（euDKA）を引き起こすことがある。特にケトアシドーシスのリスクが高いのは周術期である。SGLT2阻害薬は手術前に中止する必要がある場合があり、体調が悪くなく、十分な水分補給ができ、通常の食事が摂取できる場合にのみ推奨される。
ケトアシドーシスの症状には、吐き気、嘔吐、腹痛、倦怠感、呼吸困難などがある。

### 術前の休薬
日本においては、日本糖尿病学会より、SGLT2阻害薬は、手術前3日前からの休薬と食事が十分摂取できるようになってからの投与再開が提言された。

## 相互作用
ほとんどの2型糖尿病患者は他の多くの薬剤を服用しているため、SGLT2阻害薬の相互作用は重要である。グリフロジンはチアジド系薬剤、ループ利尿薬および関連利尿剤の利尿作用を増強すると考えられ、脱水および低血圧のリスクを高める可能性がある。低血糖を避けるため、治療が併用療法である場合は抗糖尿病薬の投与量を調整することが重要である。例えば、スルホニル尿素との相互作用により、シトクロムP450に起因すると推定される重篤な低血糖を引き起こしたことがある。
ダパグリフロジンとピオグリタゾン、メトホルミン、グリメピリド、シタグリプチンとの併用は安全であり、いずれの薬剤でも用量調節は不要であるとの研究報告がある。また、食事摂取がダパグリフロジンの効果に臨床的に有意な影響を与えるとは考えがたいため、食事を気にせず投与することが可能である。

## 作用機序
ナトリウムグルコース共輸送体（SGLT）は、主に腎臓に存在するタンパク質で、血液中のグルコースバランスを保つために重要な役割を担っている。SGLT1およびSGLT2は、このファミリーの中で最もよく知られている。SGLT2は主要な輸送タンパク質であり、糸球体で濾過されたグルコースの循環血中への再吸収を促進し、腎臓のグルコース再吸収の約90％を担っている。SGLT2は、腎臓では主に近位尿細管の曲部S1を裏打ちする上皮細胞に発現している。グリフロジンは、SGLT2を阻害することにより腎臓での糸球体濾過液からのグルコースの再吸収を妨げ、血中のグルコース濃度を下げ、グルコースの尿中への排泄を促進する（糖尿）。

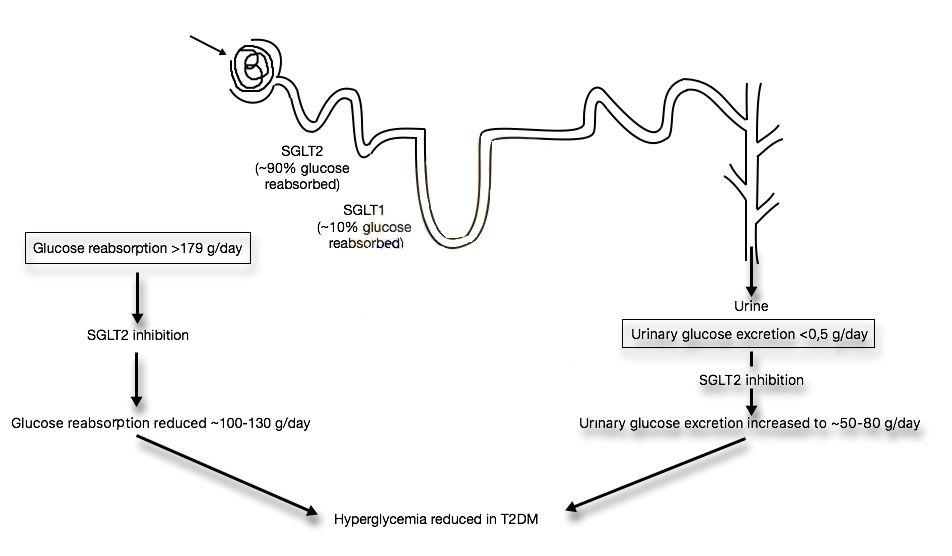
ネフロンにおけるグルコースの再吸収

細胞レベルでの作用機序はよく判っていない。この機序を解明する試みが進行中であり、利尿薬の代替薬として大いに期待されている。しかし、グルコース部位に異なる糖が結合すると、結合部位周辺におけるアグリコンの配向に影響を与えることが示されている。つまり、アグリコンが結合すると、阻害薬全体に影響を及ぼすのである。これらのメカニズムが相俟って、相乗的な相互作用が起こるのである。従って、SGLT阻害薬の分子の特徴としては、糖とアグリコンの両方の構造のバリエーションが極めて重要である。
ダパグリフロジンはSGLT2阻害薬の一種で、SGLTに対する競争的かつ高選択的な阻害薬である。SGLT2を選択的に強力に阻害することにより作用し、その活性は、各患者の基礎的な血糖コントロールと腎機能に基づいて決定される。その結果、腎臓のブドウ糖の再吸収が低下し、血液循環中のブドウ糖のレベルが高くなると、ブドウ糖尿作用が増加する。従ってダパグリフロジンは、他の多くの抗糖尿病薬とは異なりインスリン分泌や感受性に依存しない機序で血糖濃度を低下させる。薬の作用に機能的な膵臓β細胞は必要ないので、β細胞の機能が低下している患者にも有用である。
ナトリウムとグルコースは、SGLT2タンパク質によって近位尿細管の刷子縁膜を越えて尿細管上皮細胞内に共輸送される。これは、尿細管と細胞の間にナトリウム勾配があるために起こり、従って、グルコースの二次的な能動輸送を提供する。グルコースはその後、内皮細胞の間質性グルコース輸送タンパク質により受動輸送され再吸収される。
| SGLT  | ヒト組織での発現                       |
| ----- | -------------------------------------- |
| SGLT1 | 腸、気管、腎臓、心臓、脳、精巣、前立腺 |
| SGLT2 | 腎臓、脳、肝臓、甲状腺、筋肉、心臓     |

SGLT1とSGLT2の活性の比率は、作用発現に関係する。

## 薬物動態
さまざまなグリフロジン系薬剤の消失半減期、生物学的利用能、タンパク質結合、時間tmaxにおける血中濃度Cmax、およびその他の薬物動態パラメータを下表に示す。これらの薬剤は不活性代謝物となって尿中に排泄される。
| 薬物名             | 生物学的利用能                                  | 蛋白結合率 | tmax (hr)   | t1/2 (hr)                              | Cmax                                             | SGLT2/SGLT1親和性比 |
| ------------------ | ----------------------------------------------- | ---------- | ----------- | -------------------------------------- | ------------------------------------------------ | ------------------- |
| カナグリフロジン   | 65% (300mg投与時)                               | 99%        | 1–2         | 10.6 (100mg投与時); 13.1 (300mg投与時) | 1096ng/mL (100mg投与時); 3480ng/mL (300mg投与時) | 250倍               |
| ダパグリフロジン   | 78%                                             | 91%        | 1–1.5       | 12.9                                   | 79.6ng/mL (5mg投与時); 165.0ng/mL (10mg投与時)   | 1200倍              |
| エンパグリフロジン | 90–97% (マウス); 89% (イヌ); 31% (ラット)       | 86.20%     | 1.5         | 13.2 (10mg投与時); 13.3 (25mg投与時)   | 259nmol/L (10mg投与時); 687nmol/L (25mg投与時)   | 2500倍              |
| イプラグリフロジン | 90%                                             | 96.30%     | 1           | 15–16 (50mg dose)                      | 975ng/mL                                         | 360倍               |
| ルセオグリフロジン | 35.3% (ラット♂); 58.2% (ラット♀); 92.7% (イヌ♂) | 96.0–96.3% | 0.625±0.354 | 9.24±0.928                             | 119±27.0ng/mL                                    | 1650倍              |
| トホグリフロジン   | 97.50%                                          | 83%        | 0.75        | 6.8                                    | 489ng/mL                                         | 2900倍              |

- Cmax：薬物投与後に到達する最大血中濃度
- tmax：最高血中濃度到達時間
- t1/2：生物学的半減期

## 構造活性相関
SGLT2阻害薬の構造活性相関（SAR）は、完全には解明されていない。
最も一般的なグリフロジンは、ダパグリフロジン、エンパグリフロジン、カナグリフロジンである。構造の違いは比較的小さい。一般的な構造としては、グルコース糖のアノマー炭素のβ位に芳香族基を持つ。グルコース糖部分とβ-異性体のアリール置換基に加えて、アリール基はジアリールメチレン構造で構成されている。
グリフロジンの合成は、一般的に3つのステップを経て行われる。まず、アリール基の構築、次にアリール基の糖への導入またはグルコシル化、最後に糖のアリール化アノマー中心の脱保護と修飾である。

フロリジン

フロリジンは最初のグリフロジンであり、SGLT2/SGLT1に対して非選択的であった。D-グルコースと芳香族ケトンからなる天然のO-アリール配糖体である。しかし、フロリジンは非常に不安定で、小腸のグルコシダーゼによって急速に分解されるため、糖尿病治療の経口投与薬として使用することはできない。この不安定性の問題を克服するために、構造的な改良が行われてきた。C-グルコシドはO-グルコシド誘導体よりも小腸で安定であるため、アリール部分を直接グルコース部分に結合させるのが最も効率的な方法であった（C-O-C結合ではなく、C-C結合）。

ダパグリフロジン

エンパグリフロジン

ダパグリフロジンの糖類似体ではα-C系列よりもβ-C系列の方が活性が高いので、阻害活性のためにはC-1がβ-配座であることが重要である。ダパグリフロジンとエンパグリフロジンは、共に化学構造中に塩素（Cl）原子を含んでいる。Clはハロゲンの一種であり、高い電気陰性度を有している。この電気陰性度は結合から電子を引き離すため、代謝を低下させる。また、Cl原子は薬のIC50値を下げるので、薬の活性が高くなる。炭素-フッ素結合（C-F）も非常に低い電子密度を持っている。

カナグリフロジン

例えばカナグリフロジンの化学構造ではフッ素原子が芳香環に接続されており、化合物はより安定で化合物の代謝が減少する。エンパグリフロジンはテトラヒドロフラン環を持つが、カナグリフロジンやダパグリフロジンは持たない。
グリフロジンの開発では、遠位環にベンゼン環ではなくチオフェン環が含まれている。しかし、最終的に販売されているグリフロジンの化学構造にはこのチオフェン環は含まれていない。

## その他の薬理作用
グリフロジンは、in vitro、前臨床試験および臨床試験において、心臓、肝臓、腎臓の保護作用、抗高脂血症作用、抗動脈硬化作用、抗肥満作用、抗新生物作用を示すと想定されている。この系統の薬剤の多面的な効果は、ナトリウム利尿、血液濃縮、レニン-アンジオテンシン-アルドステロン系の不活性化、ケトン体形成、エネルギー恒常性の変化、糖尿、脂肪分解、抗炎症、抗酸化作用などのさまざまな薬力学的作用によるものと考えられている。

## 実例
承認されているSGLT2阻害薬の例を以下に示す。
- イプラグリフロジンは、2014年1月に承認された日本で最初のSGLT2阻害薬である[43][44]。
- ダパグリフロジンは、2012年にEUで承認された世界初のSGLT2阻害薬である[45]。2014年1月に米国で承認された[46]。日本では2014年3月に製造承認された[47]。 英国およびEUでは、1型糖尿病の治療薬としてインスリンと併用する初めての経口治療薬である。
- トホグリフロジンは、日本では2014年3月に承認された[48][49]。
- ルセオグリフロジンは、日本では2014年3月に承認された[50][51]。
- カナグリフロジンは、2013年3月に米国で最初に承認されたSGLT2阻害薬である。EU全域で同名で販売されている[52][53]。日本では2014年7月に承認された[54]。
- エンパグリフロジンは、2014年8月に米国で承認された[55]。日本では2014年12月に承認された[56]。グリフロジンの内、エンパグリフロジンとトホグリフロジンは、SGLT2阻害に対する特異性が最も高い[1]。2型糖尿病の経口薬で唯一、心血管系死亡のリスクを低減することが確認されている[57]。
- ソタグリフロジン（英語版）は、第III相試験を実施中のSGLT1/SGLT2二重阻害薬である。1型糖尿病の治療薬として、インスリンと併用する初の経口薬となる予定だった[58]。インスリンとの併用による1型糖尿病治療薬として、米国食品医薬品局（FDA）から承認拒否された[59][60]。

## 歴史
フロリジンはSGLTを阻害する分子であり、グリフロジン系薬剤が開発される切っ掛けとなった。

## 参考資料
1. 1 2 3  Shubrook, Jay; Baradar-Bokaie, Babak; Adkins, Sarah (2015). “Empagliflozin in the treatment of type 2 diabetes: Evidence to date”. Drug Design, Development and Therapy 9:  5793–803. doi:10.2147/DDDT.S69926. PMC 4634822. PMID 26586935.
2. ↑  Usman, Muhammad Shariq; Siddiqi, Tariq Jamal; Memon, Muhammad Mustafa; Khan, Muhammad Shahzeb; Rawasia, Wasiq Faraz; Talha Ayub, Muhammad; Sreenivasan, Jayakumar; Golzar, Yasmeen (2018). “Sodium-glucose co-transporter 2 inhibitors and cardiovascular outcomes: A systematic review and meta-analysis”. European Journal of Preventive Cardiology 25 (5):  495–502. doi:10.1177/2047487318755531. PMID 29372664.
3. 1 2 3  “Extraglycemic Effects of SGLT2 Inhibitors: A Review of the Evidence”. Diabetes, Metabolic Syndrome and Obesity: Targets and Therapy 13:  161–174. (2020). doi:10.2147/DMSO.S233538. PMC 6982447. PMID 32021362.
4. ↑  Scheen, André J. (2014). “Pharmacodynamics, Efficacy and Safety of Sodium–Glucose Co-Transporter Type 2 (SGLT2) Inhibitors for the Treatment of Type 2 Diabetes Mellitus”. Drugs 75 (1):  33–59. doi:10.1007/s40265-014-0337-y. PMID 25488697.
5. ↑  Haas, B.; Eckstein, N.; Pfeifer, V.; Mayer, P.; Hass, M D S. (2014). “Efficacy, safety and regulatory status of SGLT2 inhibitors: Focus on canagliflozin”. Nutrition & Diabetes 4 (11):  e143. doi:10.1038/nutd.2014.40. PMC 4259905. PMID 25365416.
6. 1 2  Clar, Christine; Gill, James Alexander; Court, Rachel; Waugh, Norman (2012). “Systematic review of SGLT2 receptor inhibitors in dual or triple therapy in type 2 diabetes”. BMJ Open 2 (5):  e001007. doi:10.1136/bmjopen-2012-001007. PMC 3488745. PMID 23087012.
7. ↑  Nauck, Michael (2014). “Update on developments with SGLT2 inhibitors in the management of type 2 diabetes”. Drug Design, Development and Therapy 8:  1335–80. doi:10.2147/DDDT.S50773. PMC 4166348. PMID 25246775.
8. ↑  Zheng, Sean L.; Roddick, Alistair J.; Aghar-Jaffar, Rochan; Shun-Shin, Matthew J.; Francis, Darrel; Oliver, Nick; Meeran, Karim (2018). “Association Between Use of Sodium-Glucose Cotransporter 2 Inhibitors, Glucagon-like Peptide 1 Agonists, and Dipeptidyl Peptidase 4 Inhibitors with All-Cause Mortality in Patients with Type 2 Diabetes”. JAMA 319 (15):  1580–1591. doi:10.1001/jama.2018.3024. PMC 5933330. PMID 29677303.
9. ↑  Nashawi, Mouhamed; Sheikh, Omar; Battisha, Ayman; Ghali, Abdullah; Chilton, Robert (May 2021). “Neural tone and cardio-renal outcomes in patients with type 2 diabetes mellitus: a review of the literature with a focus on SGLT2 inhibitors”. Heart Failure Reviews 26 (3):  643–652. doi:10.1007/s10741-020-10046-w. ISSN 1573-7322. PMID 33169337.
10. ↑  “Sodium-Glucose Cotransporter-2 Inhibitors and Major Adverse Cardiovascular Outcomes: A SMART-C Collaborative Meta-Analysis”. Circulation. 149 (23):  1789-1801.. (Jun 2024). doi:10.1161/CIRCULATIONAHA.124.069568.. PMC PMC11149938. PMID 38583093.
11. ↑  Rami Aldafas, Tomas Crabtree, Mohammed Alkharaiji, Yana Vinogradova, Iskandar Idris "Sodium-glucose cotransporter-2 inhibitors (SGLT2) in frail or older people with type 2 diabetes and heart failure: a systematic review and meta-analysis" Age Ageing. 2024 Jan 2;53(1):afad254. doi: 10.1093/ageing/afad254.
12. ↑  “Effect of SGLT2 inhibitors on heart failure outcomes and cardiovascular death across the cardiometabolic disease spectrum: a systematic review and meta-analysis”. Lancet Diabetes Endocrinol. 12 (7):  447-461.. (July 2024). doi:10.1016/S2213-8587(24)00102-5.. PMID 38768620.
13. ↑  “Risk of Urogenital Infections in People With Type 2 Diabetes Initiating SGLT2i Versus GLP-1RA in Routine Clinical Care: A Danish Cohort Study”. Diabetes Care:  dc242169. (April 2025). doi:10.2337/dc24-2169. PMID 40173095.
14. 1 2  Hsia, Daniel S.; Grove, Owen; Cefalu, William T. (2016). “An update on sodium-glucose co-transporter-2 inhibitors for the treatment of diabetes mellitus”. Current Opinion in Endocrinology, Diabetes and Obesity 24 (1):  73–79. doi:10.1097/MED.0000000000000311. PMC 6028052. PMID 27898586.
15. ↑  Khouri, Charles; Cracowski, Jean-Luc; Roustit, Matthieu (2018). “SGLT-2 inhibitors and the risk of lower-limb amputation: Is this a class effect?”. Diabetes, Obesity and Metabolism 20 (6):  1531–1534. doi:10.1111/dom.13255. PMID 29430814.
16. ↑  “SGLT2 inhibitors: information on potential risk of toe amputation to be included in prescribing information”. European Medicines Agency (2017年5月4日). 2022年1月25日閲覧。
17. ↑  “FDA warns about rare occurrences of a serious infection of the genital area with SGLT2 inhibitors for diabetes” (英語). www.fda.gov.   Center for Drug Evaluation and Research. p. Drug Safety and Availability (2018年9月7日). 2019年4月16日閲覧。
18. ↑  Bardia, Amit; Wai, Mabel; Fontes, Manuel L. (February 2019). “Sodium-glucose cotransporter-2 inhibitors: an overview and perioperative implications” (英語). Current Opinion in Anesthesiology 32 (1):  80–85. doi:10.1097/ACO.0000000000000674. PMID 30531609.
19. 1 2  “FDA revises labels of SGLT2 inhibitors for diabetes to include warning”. U.S. Food and Drug Administration (2020年3月19日). 2020年6月6日閲覧。  この記述には、アメリカ合衆国内でパブリックドメインとなっている記述を含む。
20. ↑  Isaacs, Michelle; Tonks, Katherine T.; Greenfield, Jerry R. (2017). “Euglycaemic diabetic ketoacidosis in patients using sodium-glucose co-transporter 2 inhibitors”. Internal Medicine Journal 47 (6):  701–704. doi:10.1111/imj.13442. PMID 28580740.
21. ↑  Milder, D. A.; Milder, T. Y.; Kam, P. C. A. (August 2018). “Sodium-glucose co-transporter type-2 inhibitors: pharmacology and peri-operative considerations” (英語). Anaesthesia 73 (8):  1008–1018. doi:10.1111/anae.14251. PMID 29529345.
22. ↑  “「SGLT2阻害薬の適正使用に関する委員会」から｜一般社団法人日本糖尿病学会”. www.jds.or.jp. 2023年2月28日閲覧。
23. ↑   BNF 73. Tavistock Square, London: BMJ Group. (March–September 2017)
24. ↑  Scheen, André J. (2014). “Drug–Drug Interactions with Sodium-Glucose Cotransporters Type 2 (SGLT2) Inhibitors, New Oral Glucose-Lowering Agents for the Management of Type 2 Diabetes Mellitus”. Clinical Pharmacokinetics 53 (4):  295–304. doi:10.1007/s40262-013-0128-8. hdl:2268/164207. PMID 24420910.
25. 1 2  Bhartia, Mithun; Tahrani, Abd A.; Barnett, Anthony H. (2011). “SGLT-2 Inhibitors in Development for Type 2 Diabetes Treatment”. The Review of Diabetic Studies 8 (3):  348–354. doi:10.1900/RDS.2011.8.348. PMC 3280669. PMID 22262072.
26. ↑  Yang, Li; Li, Haiyan; Li, Hongmei; Bui, Anh; Chang, Ming; Liu, Xiaoni; Kasichayanula, Sreeneeranj; Griffen, Steven C. et al. (2013). “Pharmacokinetic and Pharmacodynamic Properties of Single- and Multiple-Dose of Dapagliflozin, a Selective Inhibitor of SGLT2, in Healthy Chinese Subjects”. Clinical Therapeutics 35 (8):  1211–1222.e2. doi:10.1016/J.Clinthera.2013.06.017. PMID 23910664.
27. ↑  Chao, E. C. (2014). “SGLT-2 Inhibitors: A New Mechanism for Glycemic Control”. Clinical Diabetes 32 (1):  4–11. doi:10.2337/diaclin.32.1.4. PMC 4521423. PMID 26246672.
28. 1 2 3  Anderson, Sarah L.; Marrs, Joel C. (2012). “Dapagliflozin for the Treatment of Type 2 Diabetes”. Annals of Pharmacotherapy 46 (4):  590–598. doi:10.1345/aph.1Q538. PMID 22433611.
29. 1 2 3  Li, An-Rong; Zhang, Jian; Greenberg, Joanne; Lee, Taeweon; Liu, Jiwen (2011). “Discovery of non-glucoside SGLT2 inhibitors”. Bioorganic & Medicinal Chemistry Letters 21 (8):  2472–2475. doi:10.1016/j.bmcl.2011.02.056. PMID 21398124.
30. ↑  Hummel, Charles S.; Lu, Chuan; Liu, Jie; Ghezzi, Chiari; Hirayama, Bruce A.; Loo, Donald D. F.; Kepe, Vladimir; Barrio, Jorge R. et al. (2012). “Structural selectivity of human SGLT inhibitors”. American Journal of Physiology. Cell Physiology 302 (2):  C373–C382. doi:10.1152/ajpcell.00328.2011. PMC 3328840. PMID 21940664.
31. 1 2  Plosker, Greg L. (2012). “Dapagliflozin”. Drugs 72 (17):  2289–2312. doi:10.2165/11209910-000000000-00000. PMID 23170914.
32. ↑  “Jardiance”. drugs.com.   Drugs.com. 2014年10月31日閲覧。
33. ↑  “Farxiga”. drugs.com.   Drugs.com. 2014年10月31日閲覧。
34. ↑  “Invokana”. drugs.com.   Drugs.com. 2014年10月31日閲覧。
35. ↑  Madaan, Tushar; Akhtar, Mohd.; Najmi, Abul Kalam (2016). “Sodium glucose Co Transporter 2 (SGLT2) inhibitors: Current status and future perspective”. European Journal of Pharmaceutical Sciences 93:  244–252. doi:10.1016/j.ejps.2016.08.025. PMID 27531551.
36. ↑  LARSON, GERALD L. (March–April 2015). “The synthesis of gliflozins”. Chimica Oggi - Chemistry Today 33 (2):  37–40.
37. ↑  Chen, Zeng-Hao; Wang, Ruo-Wen; Qing, Feng-Ling (2012). “Synthesis and biological evaluation of SGLT2 inhibitors: Gem-difluoromethylenated Dapagliflozin analogs”. Tetrahedron Letters 53 (17):  2171–2176. doi:10.1016/j.tetlet.2012.02.062.
38. ↑  Ng, Wai-Lung; Li, Ho-Chuen; Lau, Kit-Man; Chan, Anthony K. N.; Lau, Clara Bik-San; Shing, Tony K. M. (17 July 2017). “Concise and Stereodivergent Synthesis of Carbasugars Reveals Unexpected Structure-Activity Relationship (SAR) of SGLT2 Inhibition” (英語). Scientific Reports 7 (1):  5581. Bibcode: 2017NatSR...7.5581N. doi:10.1038/s41598-017-05895-9. ISSN 2045-2322. PMC 5514135. PMID 28717146.
39. ↑  Ng, Wai-Lung; Li, Ho-Chuen; Lau, Kit-Man; Chan, Anthony K. N.; Lau, Clara Bik-San; Shing, Tony K. M. (2017). “Concise and Stereodivergent Synthesis of Carbasugars Reveals Unexpected Structure-Activity Relationship (SAR) of SGLT2 Inhibition”. Scientific Reports 7 (1):  5581. Bibcode: 2017NatSR...7.5581N. doi:10.1038/s41598-017-05895-9. PMC 5514135. PMID 28717146.
40. ↑  “7.5: Electron Affinities”. Chemistry LibreTexts (2014年11月18日). 2018年9月30日閲覧。
41. ↑  Song, Kwang-Seop; Lee, Suk Ho; Kim, Min Ju; Seo, Hee Jeong; Lee, Junwon; Lee, Sung-Han; Jung, Myung Eun; Son, Eun-Jung et al. (2010). “Synthesis and SAR of Thiazolylmethylphenyl Glucoside as Novel C-Aryl Glucoside SGLT2 Inhibitors”. ACS Medicinal Chemistry Letters 2 (2):  182–187. doi:10.1021/ml100256c. PMC 4018110. PMID 24900297.
42. ↑  Madaan, Tushar; Husain, Ibraheem; Akhtar, Mohamad; Najmi, Abul Kalam (2018). “Exploring novel pharmacotherapeutic applications and repurposing potential of sodium glucose Co Transporter 2 inhibitors”. Clinical and Experimental Pharmacology and Physiology 45 (9):  897–907. doi:10.1111/1440-1681.12963. PMID 29751356.
43. ↑  “日本初のSGLT2阻害薬「スーグラ錠」承認取得”. 糖尿病リソースガイド. 2022年1月25日閲覧。
44. ↑  Poole, Raewyn M.; Dungo, Rosselle T. (26 March 2014). “Ipragliflozin: First Global Approval”. Drugs 74 (5):  611–617. doi:10.1007/s40265-014-0204-x. PMID 24668021.
45. ↑  “Forxiga EPAR”. European Medicines Agency (EMA). 2020年2月17日閲覧。
46. ↑  “Drug Approval Package: Farxiga (dapagliflozin) Tablets NDA #202293”. U.S. Food and Drug Administration (FDA) (1999年12月24日). 2020年5月5日閲覧。
47. ↑  “2型糖尿病治療薬「フォシーガ®錠5㎎、10㎎」 製造販売承認取得のお知らせ”. www.astrazeneca.co.jp. 2022年1月25日閲覧。
48. ↑  Poole, Raewyn M.; Prossler, Jennifer E. (2014). “Tofogliflozin: First Global Approval”. Drugs 74 (8):  939–944. doi:10.1007/s40265-014-0229-1. PMID 24848755.
49. ↑  “選択的 SGLT2 阻害剤「デベルザ®錠 20mg、アプルウェイ®錠 20mg」 「CSG452（一般名：トホグリフロジン水和物）」の 国内での製造販売承認取得について”. 2022年1月25日閲覧。
50. ↑  Markham, Anthony; Elkinson, Shelley (2014). “Luseogliflozin: First Global Approval”. Drugs 74 (8):  945–950. doi:10.1007/s40265-014-0230-8. PMID 24848756.
51. ↑  日経メディカル. “SGLT-2阻害薬、3成分が同時承認で計4成分へ”. 日経メディカル. 2022年1月25日閲覧。
52. ↑  “Drug Approval Package: Invokana (canagliflozin) Tablets NDA #204042”. U.S. Food and Drug Administration (FDA) (1999年12月24日). 2020年5月5日閲覧。
53. ↑  “Invokana EPAR”. European Medicines Agency (EMA). 2018年10月1日閲覧。
54. ↑  “２型糖尿病治療剤「カナグル錠100mg」の国内製造販売承認取得のお知らせ” (2014年7月4日). 2014年10月31日閲覧。
55. ↑  “FDA approves Jardiance (empagliflozin) tablets for adults with type 2 diabetes”. Boehringer Ingelheim / Eli Lilly and Company. (2014年8月1日).  オリジナルの2014年11月5日時点におけるアーカイブ。 2014年11月5日閲覧。
56. ↑  “2型糖尿病治療薬/選択的SGLT2阻害剤「ジャディアンス錠」製造販売承認取得のお知らせ” (2014年12月26日). 2015年2月25日閲覧。
57. ↑  “FDA Advisory Committee recommends approval of Jardiance (empagliflozin) for cardiovascular indication in 12-11 vote”. (2016年6月28日) 2016年8月10日閲覧。
58. ↑  臨床試験番号 NCT02531035 研究名 "A Phase 3 Study to Evaluate the Safety of Sotagliflozin in Patients With Type 1 Diabetes Who Have Inadequate Glycemic Control With Insulin Therapy Alone (inTandem3)" - ClinicalTrials.gov
59. ↑  “Sotagliflozin as an Adjunct to Insulin for Type 1 Diabetes - FDA”. 2022年1月25日閲覧。
60. ↑  Sanofi (2019年1月17日). “Sanofi: FDA advisory committee votes on Zynquista(TM) (sotagliflozin) as treatment for adults with type 1 diabetes”. GlobeNewswire News Room. 2022年1月25日閲覧。